# Bayerische Gesellschaft für Geburtshilfe und Frauenheilkunde
Die Bayerische Gesellschaft für Gynäkologie und Frauenheilkunde e.V. (BGGF) ist eine wissenschaftliche Fachgesellschaft, die am 28. Januar 1912 aus der Fusion der Münchener Gynäkologischen Gesellschaft und der Fränkischen Gesellschaft für Geburtshilfe und Frauenheilkunde entstand. Sie ist eine der acht Regionalgesellschaften der Deutschen Gesellschaft für Gynäkologie und Geburtshilfe mit Sitz in Buchloe.

## Ziele
Die BGGF hat das Ziel, die gynäkologische und geburtshilfliche Wissenschaft zu fördern und durch persönlichen Verkehr einen gemeinsamen Ideenaustausch herbeizuführen. Zu diesem Zweck veranstaltet die Gesellschaft in jedem Jahr an wechselnden Orten eine Tagung mit Vorträgen, Posterpräsentationen und Diskussionen. In jedem zweiten Jahr wird die Tagung gemeinsam mit der Österreichischen Gesellschaft für Gynäkologie und Geburtshilfe (OEGGG) abgehalten.

## Organe
Zu den Organen gehören der Vorstand mit 1. und 2. Vorsitzenden, sowie der Beirat mit Beisitzer, Schatzmeister, 1. und 2. Schriftführer, ein Vertreter des Berufsverbandes der Frauenärzte e.V., die Vertreter des Jungen Forums und das Sekretariat.

### Vorstände und Beiräte der Gesellschaft
| Jahr      | 1. Vorsitzender       | 2. Vorsitzender       | Beisitzer             | Berufsverband der Frauenärzte | 1. Schriftführer    | 2. Schriftführer                                | Schatzmeister          |
| --------- | --------------------- | --------------------- | --------------------- | ----------------------------- | ------------------- | ----------------------------------------------- | ---------------------- |
| 1912/1913 | Max Hofmeier          | Albert Döderlein      | –                     | –                             | Albert Häberle      | Sigmund Mirabeau                                | Ernst Rosenfeld        |
| 1914–1920 | Albert Döderlein      | Max Hofmeier          | –                     | –                             | Anton Hengge        | Ernst Engelhom                                  | Ernst Rosenfeld        |
| 1921–1923 | Max Simon             | Albert Döderlein      | –                     | –                             | Rudolf Dyroff       | Otto Eisenreich                                 | Ernst Rosenfeld        |
| 1924–1926 | Carl Joseph Gauß      | Max Simon             | –                     | –                             | Walther Schmitt     | Otto Eisenreich                                 | Ernst Rosenfeld        |
| 1927/1928 | Hermann Wintz         | Carl Joseph Gauß      | –                     | –                             | Walther Schmitt     | Rudolf Dyroff                                   | Ernst Rosenfeld        |
| 1929–1931 | August Beckh          | Hermann Wintz         | –                     | –                             | Walther Schmitt     | Johannes Raefler                                | Ernst Rosenfeld        |
| 1932      | Oskar Polano          | August Beckh          | –                     | –                             | –                   | –                                               | Carl Heinz Engelbrecht |
| 1933–1934 | Oskar Polano          | August Beckh          | –                     | –                             | Rudolf Dyroff       | –                                               | Carl Heinz Engelbrecht |
| 1935–1938 | Heinrich Eymer        | August Beckh          | –                     | –                             | Rudolf Dyroff       | –                                               | Carl Heinz Engelbrecht |
| 1939      | Anton Hengge          | August Beckh          | –                     | –                             | Rudolf Dyroff       | –                                               | Carl Heinz Engelbrecht |
| 1940–1950 | Anton Hengge († 1945) | August Beckh          | –                     | –                             | Rudolf Dyroff       | –                                               | Carl Heinz Engelbrecht |
| 1951–1954 | Karl Johann Burger    | Heinrich Eymer        | –                     | –                             | Josef Breitner      | Theobald Berwind                                | Otmar Bauer            |
| 1955      | Karl Johann Burger    | Heinrich Eymer        | –                     | –                             | Josef Breitner      | Rudolf Kaiser                                   | Otmar Bauer            |
| 1956–1958 | Hans Rummel           | Karl Johann Burger    | –                     | –                             | Josef Breitner      | Rudolf Kaiser                                   | Otmar Bauer            |
| 1959      | Rudolf Dyroff         | Hans Rummel           | –                     | –                             | Josef Breitner      | Paul Segschneider, E. D. Nietsch                | Otmar Bauer            |
| 1960–1962 | Werner Bickenbach     | Rudolf Dyroff         | –                     | –                             | Josef Breitner      | Rudolf Kaiser                                   | Otmar Bauer            |
| 1963/1964 | Kurt Podleschka       | Werner Bickenbach     | –                     | –                             | Rudolf Kaiser       | Hans Ludwig                                     | Otmar Bauer            |
| 1965      | Richard Fikentscher   | Kurt Podleschka       | –                     | –                             | Rudolf Kaiser       | Hermann Welsch                                  | Otmar Bauer            |
| 1966/1967 | Max Brandl            | Richard Fikentscher   | –                     | –                             | Rudolf Kaiser       | Andreas Siegert                                 | Otmar Bauer            |
| 1968      | Horst Schwalm         | Richard Fikentscher   | –                     | –                             | Rudolf Kaiser       | Andreas Siegert                                 | Otmar Bauer            |
| 1969      | Horst Schwalm         | Richard Fikentscher   | –                     | –                             | Rudolf Kaiser       | Ewald Göltner                                   | Otmar Bauer            |
| 1970/1971 | Josef Breitner        | Richard Fikentscher   | –                     | –                             | Rudolf Kaiser       | Rolf Göbel, W. Müller                           | Arnulf Weidenbach      |
| 1972/1973 | Karl-Günther Ober     | Richard Fikentscher   | –                     | –                             | Fritz Zimmer        | Günther Kindermann                              | Arnulf Weidenbach      |
| 1974/1975 | Günther Stark         | Richard Fikentscher   | –                     | –                             | Fritz Zimmer        | Günther Kindermann                              | Arnulf Weidenbach      |
| 1976/1977 | Ernst Waidl           | Günther Stark         | –                     | –                             | Fritz Zimmer        | Günther Kindermann                              | Arnulf Weidenbach      |
| 1978/1979 | Horst-Jürgen Spechter | Ernst Waidl           | –                     | –                             | Fritz Zimmer        | Günther Kindermann                              | Arnulf Weidenbach      |
| 1980/1981 | Josef Zander          | Horst-Jürgen Spechter | Ernst Waidl           | Eduard Koschade               | Fritz Zimmer        | Heinrich Graeff                                 | Arnulf Weidenbach      |
| 1982/1983 | Heinrich A. Krone     | Josef Zander          | Horst-Jürgen Spechter | Eduard Koschade               | Fritz Zimmer        | Gerhard Strobel                                 | Arnulf Weidenbach      |
| 1984/1985 | Fritz Zimmer          | Heinrich A. Krone     | Josef Zander          | Eduard Koschade               | Ernst Brusis        | Dietrich Leis                                   | Arnulf Weidenbach      |
| 1986/1987 | Karl Heinrich Wulf    | Kurt Holzmann         | Fritz Zimmer          | Eduard Koschade               | Ernst Brusis        | Jochen Gille                                    | Arnulf Weidenbach      |
| 1988/1989 | Kurt Holzmann         | Heinrich Graeff       | Karl Heinrich Wulf    | Eduard Koschade               | Ernst Brusis        | Helmut Streng                                   | Arnulf Weidenbach      |
| 1990/1991 | Heinrich Graeff       | Hans Weidinger        | Kurt Holzmann         | Franz Staufer                 | Ernst Brusis        | René von Hugo, Fritz Fischbach, Rainer Deckardt | Wolf-Dieter Jonatha    |
| 1992/1993 | Hans Weidinger        | Norbert Lang          | Heinrich Graeff       | Franz Staufer                 | Ernst Brusis        | Birgit Ploss                                    | Wolf-Dieter Jonatha    |
| 1994/1995 | Norbert Lang          | Dietrich Berg         | Hans Weidinger        | Franz Staufer                 | Ernst Brusis        | Wolfram Jäger                                   | Wolf-Dieter Jonatha    |
| 1996      | Dietrich Berg         | Hermann Hepp          | Norbert Lang          | Franz Staufer                 | Ernst Brusis        | Wolfram Jäger                                   | Wolf-Dieter Jonatha    |
| 1997      | Dietrich Berg         | Hermann Hepp          | Norbert Lang          | Franz Staufer                 | Ernst Brusis        | Ronaldo Stuth                                   | Wolf-Dieter Jonatha    |
| 1998/1999 | Hermann Hepp          | Huber Elser           | Dietrich Berg         | Franz Staufer                 | Rainer Kürzl        | Christoph Anthuber                              | Wolf-Dieter Jonatha    |
| 2000/2001 | Hubert Elser          | Johannes Dietl        | Hermann Hepp          | Peter Hausser                 | Rainer Kürzl        | Annegret Kiefer                                 | Wolf-Dieter Jonatha    |
| 2002/2003 | Johannes Dietl        | Fritz Christ          | Hubert Elser          | Peter Hausser                 | Rainer Kürzl        | Thomas Steck                                    | Wolf-Dieter Jonatha    |
| 2004/2005 | Fritz Christ          | Klaus Friese          | Johannes Dietl        | Peter Hausser                 | Rainer Kürzl        | Andreas Flessa                                  | Christoph Anthuber     |
| 2006/2007 | Klaus Friese          | Arthur Wischnik       | Fritz Christ          | Peter Hausser                 | Rainer Kürzl        | Andreas Flessa                                  | Christoph Anthuber     |
| 2008/2009 | Arthur Wischnik       | Matthias W. Beckmann  | Klaus Friese          | Peter Hausser                 | Rainer Kürzl        | Andreas Flessa                                  | Christoph Anthuber     |
| 2010/2011 | Matthias W. Beckmann  | Christoph Anthuber    | Arthur Wischnik       | Peter Hausser                 | Rainer Kürzl        | Stefan Renner                                   | Christoph Anthuber     |
| 2012/2013 | Christoph Anthuber    | Olaf Ortmann          | Matthias W. Beckmann  | Peter Hausser                 | Rainer Kürzl        | Arndt Hönig                                     | Christoph Anthuber     |
| 2014/2015 | Olaf Ortmann          | Cosima Brucker        | Christoph Anthuber    | Peter Hausser                 | Rainer Kürzl        | Stephan Seitz                                   | Christoph Anthuber     |
| 2016/2017 | Cosima Brucker        | Marion Kiechle        | Olaf Ortmann          | Peter Hausser                 | Rainer Kürzl        | Michael Krause                                  | Christoph Anthuber     |
| 2018/2019 | Ricardo E. Felberbaum | Achim Wöckel          | Rainer Kürzl          | Peter Hausser                 | Christian Dannecker | Alexander Puhl                                  | Christoph Anthuber     |

## Mitgliedschaft
Mitglied kann jeder in Bayern tätige Gynäkologe und Geburtshelfer werden. Auch Ärzte anderer Fachgebiete, die sich mit Frauenheilkunde und Geburtshilfe befassen, können Mitglied werden. Fachärzte für Geburtshilfe und Frauenheilkunde mit Wohnsitz außerhalb Bayerns können satzungsgemäß ebenfalls als Mitglieder aufgenommen werden, wie auch die Mitgliedschaft bei Verlegung des Wohnsitzes außerhalb des bayerischen Staatsgebietes nicht erlischt, sondern nur auf Antrag des Mitgliedes. Über eine Aufnahme in die Gesellschaft beschließt der Vorstand und sein Beirat. Unterschieden wird dabei in ordentliche und fördernde Mitglieder, wobei letztere kein Stimmrecht besitzen. Derzeit (Stand: 2. Mai 2016) verfügt die Gesellschaft über 707 Mitglieder, davon 604 aktive, 83 passive Mitglieder, 16 Ehrenmitglieder und 4 korrespondierende Mitglieder.

## Auszeichnungen
Der Verband verleiht in zweijährigem Rhythmus einen Wissenschaftspreis für Arbeiten aus der Geburtshilfe und Frauenheilkunde, sowie jährlich den Dr.-Hans-L.-Geisenhofer-Stiftungspreis der Geisenhofer-Stiftung für wissenschaftliche Arbeiten von jungen Wissenschaftlern im Bereich der Geburtshilfe und Gynäkologie, deren Ergebnisse eine unmittelbare Bedeutung für in der Praxis tätige Gynäkologen haben.
Zudem kann auf Antrag des Vorstandes und seines Beirates die Ehrenmitgliedschaft verliehen werden, wenn drei Viertel der in der Hauptversammlung anwesenden Mitglieder dem Antrag zustimmen. Eine Ernennung zum korrespondierenden Mitglied kann durch Beschluss des Vorstandes und seines Beirates erfolgen.

### Ehrenmitglieder
Während die Münchener Gynäkologische Gesellschaft bis zu 29 Ehrenmitgliedern hatte, ernannte die BGGF seit ihrem Bestehen insgesamt 44 Ehrenmitglieder.(Stand 2. Mai 2016)

#### B
- Otmar Bauer (1904–1985), München
- August Beckh (1865–1951), Nürnberg
- Dietrich Berg (* 1935), Amberg
- Werner Bickenbach (1900–1974), München
- Max Brandl (1910–1991), Amberg
- Karl-Johann Burger (1893–1960), Würzburg
- Erich Burghardt (1921–2006), Graz

#### C
- Fried Conrad (* 1923), München

#### D
- Otto Dapunt (* 1930), Innsbruck
- Albert Döderlein (1860–1941), München
- Gustav Döderlein (1893–1980), München
- Rudolf Dyroff (1893–1966), Erlangen

#### E
- Herwig Egger (* 1943), Neumarkt
- Hubert Elser (* 1941), Landshut
- Heinrich Eymer (1883–1965), München

#### F
- Richard Fikentscher (1903–1993), München
- Wolfgang Frobenius (* 1948), Erlangen

#### G
- Carl Joseph Gauß (1875–1957), Würzburg
- Eduard Gitsch (1920–2013), Wien

#### H
- Hermann Hepp (* 1934), München
- Max Hofmeier (1854–1927), Würzburg
- Kurt Holzmann (* 1929), Augsburg
- Hugo Husslein (1908–1985), Wien

#### K
- Marianne Killer (* 1946), Odelzhausen
- Günther Kindermann (* 1935), Grünwald
- Eduard Koschade (* 1933), Dachau
- Heinrich-Adolf Krone (* 1925), Bamberg

#### M
- August Mayer (1876–1968), Tübingen
- Carl Menge (1864–1945), Heidelberg

#### O
- Karl-Günther Ober (1915–1999), Erlangen

#### P
- Kurt Podleschka (1902–1999), Nürnberg

#### R
- Klaus Riegel (* 1926), München
- Hans Rummel (1889–1978), Nürnberg

#### S
- Horst Schwalm (1904–1977), Würzburg
- Ludwig Seitz (1872–1961), Frankfurt
- Günther Stark (* 1922), Nürnberg
- Manfred Stauber (* 1945), Regensburg

#### W
- Ernst Waidl (1914–1981), München
- Arnulf Weidenbach (1929–1999), München
- Hans Weidinger (* 1929), Bayreuth
- Hermann Welsch (1928–2022), München
- Karl Heinrich Wulf (1928–2016), Würzburg

#### Z
- Josef Zander (1918–2007), München
- Fritz Zimmer (1926–2012), München

### Korrespondierende Mitglieder
Zu korrespondierenden Mitgliedern wurden der Anästhesist und Hochschullehrer Klaus Peter, der Betriebswirtschaftler Werner Sassenrath, der Epidemiologe und Versorgungsforscher Hans Konrad Selbmann und der Viszeralchirurg und emeritierte Hochschullehrer Jörg Rüdiger Siewert ernannt.

## Geschichte

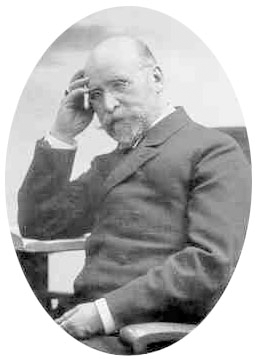
Franz von Winckel, Initiator der Münchener Gesellschaft
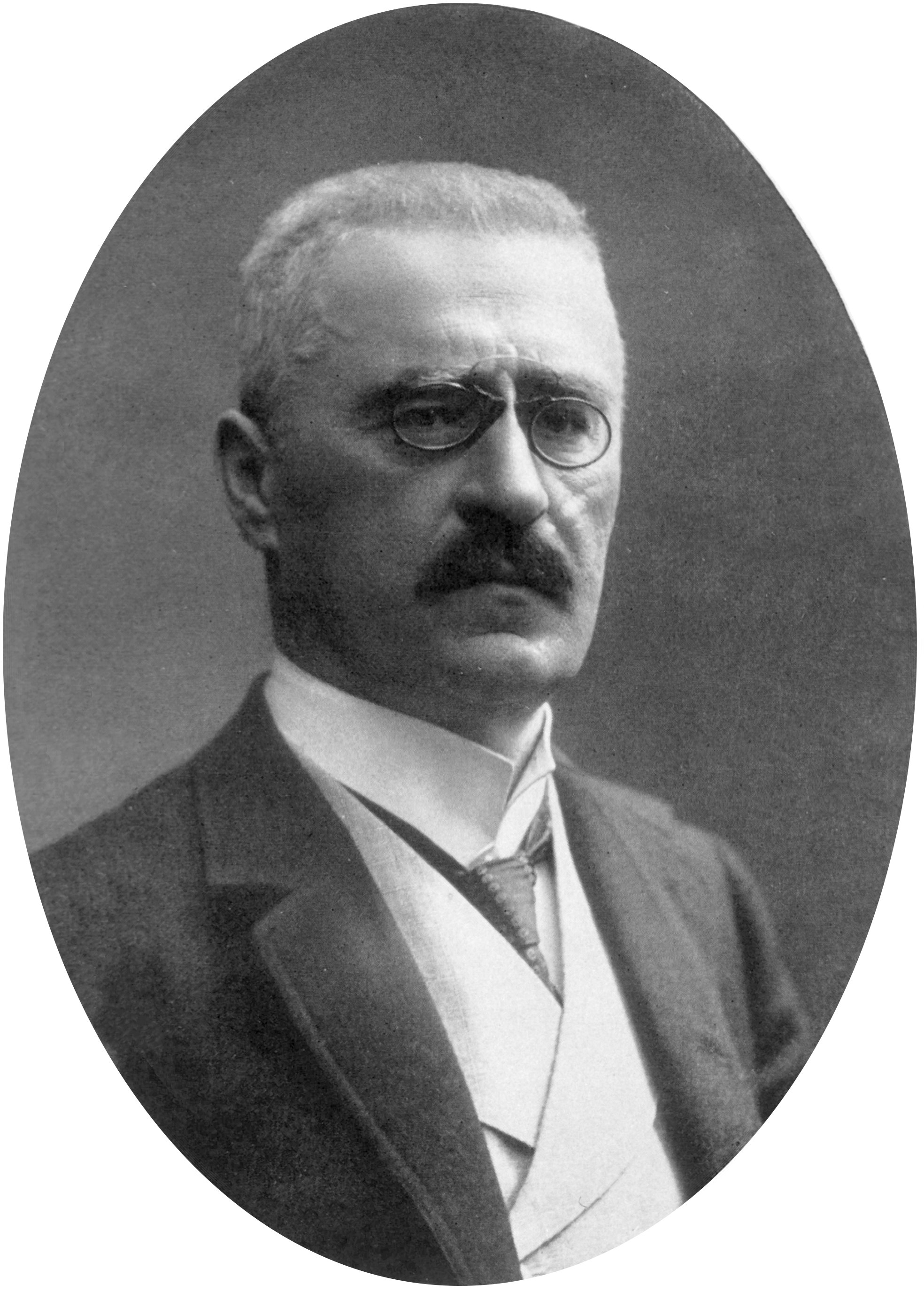
Richard Frommel, erster Vorsitzender der Münchener Gesellschaft
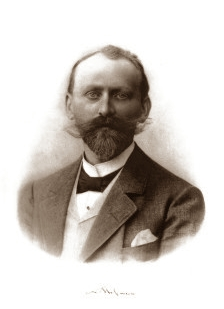
Max Hofmeier, Initiator und erster Vorsitzender der Fränkischen und Bayerischen Gesellschaft
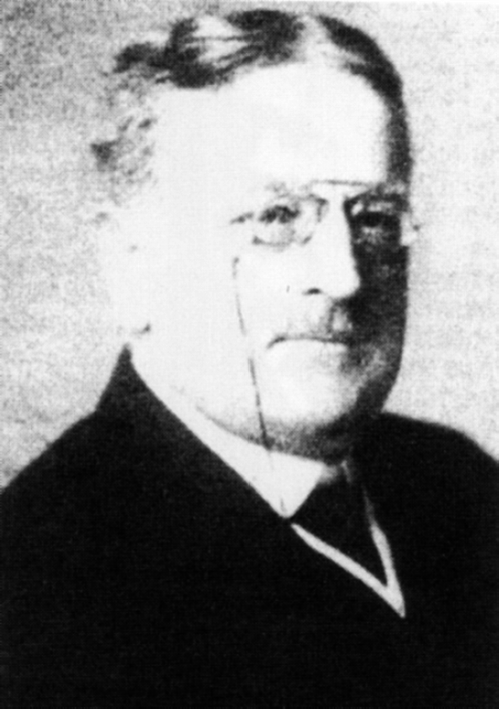
Albert Döderlein, Mitinitiator und zweiter Vorsitzender der Bayerischen Gesellschaft

Die Bayerische Gesellschaft für Geburtshilfe und Frauenheilkunde entstand am 28. Januar 1912 als Zusammenschluss der Münchener Gynäkologischen Gesellschaft und der Fränkischen Gesellschaft für Geburtshilfe und Frauenheilkunde.

### Münchener Gynäkologische Gesellschaft
Am Abend des 10. Oktober 1884 beschloss eine Gruppe von 13 Münchener Ärzten im klinischen Hörsaal der Königlichen Universitäts-Frauenklinik in München auf Antrag des damaligen Direktors der Universitätsfrauenklinik Franz von Winckel die Gründung einer speziellen gynäkologischen Gesellschaft. Grundlage für die Statuten wurden die der Dresdner Gynäkologischen Gesellschaft.
Auf Antrag von Winckels wurde Richard Frommel durch Akklamation zum Vorsitzenden gewählt und übernahm die Geschäftsleitung. Das Amt des Schriftführers übertrug man dem Studierenden Martin Overlach. Bis Ende 1884 trat die Gesellschaft viermal und 1885 zehnmal zusammen. Anfang 1886 wurde Joseph Gossmann (1845–1907) zum neuen Vorsitzenden gewählt. Unter seinem Vorsitz tagte man 1886 bis 1887 jeweils achtmal. Ende 1888 gab Gossmann sein Amt an von Winckel ab, unter dessen Vorsitz 1890 sieben Sitzungen stattfanden, nachdem man sich 1889 nicht getroffen hatte. Von 1899 bis 1910 fanden jährlich neun bis zehn Sitzungen statt, an denen bis etwa Ende 1907 jeweils etwa zehn bis zwölf Mitglieder und zusätzlich vier bis acht Gäste teilnahmen. Danach stieg die Teilnehmerzahl auf jeweils 20 bis 25 und gelegentlich auch 30 Mitglieder und etwa vier bis acht Gäste an. Die Zahl der ordentlichen Mitglieder der Gesellschaft betrug dabei maximal 83 – bei bis zu 29 Ehrenmitgliedern. Nach der Vereinigung mit der Fränkischen Gesellschaft für Geburtshilfe und Frauenheilkunde im Januar 1912 gab die Münchener Gesellschaft ihr Eigenleben nicht auf und traf sich weiterhin regelmäßig in kleinerem Rahmen. Am 28. Mai 1914 wurde zudem ein Vertrag zwischen dem 1833 gegründeten Ärztlichen Verein München (e. V.) und der Münchener Gynäkologischen Gesellschaft abgeschlossen, wonach ab diesem Zeitpunkt die Gesellschaft zu einer Abteilung des ärztlichen Vereins wurde. Erst nach Eingliederung in die nach dem Zweiten Weltkrieg wiedergegründete Bayerische Gesellschaft wurde die Münchner Gesellschaft am 24. Januar 1952 aufgelöst.

### Fränkische Gesellschaft für Geburtshilfe und Frauenheilkunde
Initiator der Gründung der Fränkischen Gesellschaft für Geburtshilfe und Frauenheilkunde im Jahr 1902 war Max Hofmeier, Ordinarius an der Julius-Maximilians-Universität Würzburg. Er leitete die Gesellschaft als gewählter 1. Vorsitzender seit der ersten Sitzung am 25. Oktober 1902 in Nürnberg mit Wiederwahlen 1908 und 1911. Am 28. Januar 1912 stellte er in der Generalversammlung der Gesellschaft auch den Antrag zur Verschmelzung mit der Münchener Gynäkologischen Gesellschaft zu einer gemeinsamen Bayerischen Gesellschaft. Die Fränkische Gesellschaft wurde durch die Vereinigung formal aufgelöst.
Insgesamt fanden 28 wissenschaftliche Sitzungen der Gesellschaft, abwechselnd in Nürnberg, Würzburg, Erlangen und Bamberg statt, deren Sitzungsberichte für die Jahre 1905 bis 1911 sehr ausführlich in der Münchener Medizinischen Wochenschrift veröffentlicht wurden. Die größte Mitgliederzahl hatte die Gesellschaft mit 128 im Jahr 1905.

### Bayerische Gesellschaft für Geburtshilfe und Frauenheilkunde
Die Münchener und Fränkische Gesellschaft tagten am 12. Juni 1910 in Nürnberg und am 29. Januar 1911 in München bereits vor der Vereinigung gemeinsam. In einer weiteren gemeinsamen Sitzung der Fränkischen und Münchener Gynäkologischen Gesellschaft am 28. Januar 1912 in Würzburg wurde aufgrund eines Beschlusses der Gesellschaften die Bayerische Gesellschaft für Geburtshilfe und Frauenheilkunde gegründet.
In den ersten Jahren nach der Gründung fanden jährlich zwei Sitzungen statt, von 1916 bis 1920 im und nach dem Ersten Weltkrieg wurde nicht getagt. Auch während des Zweiten Weltkriegs und den Jahren danach fanden von Februar 1939 bis Februar 1951 keine Sitzungen statt. Dies änderte sich erst nach Wiedergründung der Gesellschaft am 22. Februar 1951 in München.
Im Zuge der Neugründung der BGGF wurde festgestellt, dass es bis dahin nie eine Eintragung in das Würzburger Vereinsregister gab, die somit am 6. April 1951 erstmals erfolgte.
Auf Anregung der Österreichischen Gesellschaft für Gynäkologie und Geburtshilfe, die vom 21. bis 22. Mai 1953 in Innsbruck eine Tagung veranstaltete, kam erstmals wieder Kontakt zu österreichischen Kollegen zustande, der schließlich dazu führte, dass die Österreichische und Bayerische Gesellschaft in jedem zweiten Jahr gemeinsam tagen, abwechselnd in Österreich und in Bayern.